# Labroides phthirophagus
Espèce
Statut de conservation UICN

 LC  : Préoccupation mineure
Le Labre nettoyeur à queue rouge (Labroides phthirophagus) est une espèce de poissons de la famille des Labridés.

## Galerie
Labroides phthirophagus en train de nettoyer d'autres poissons.

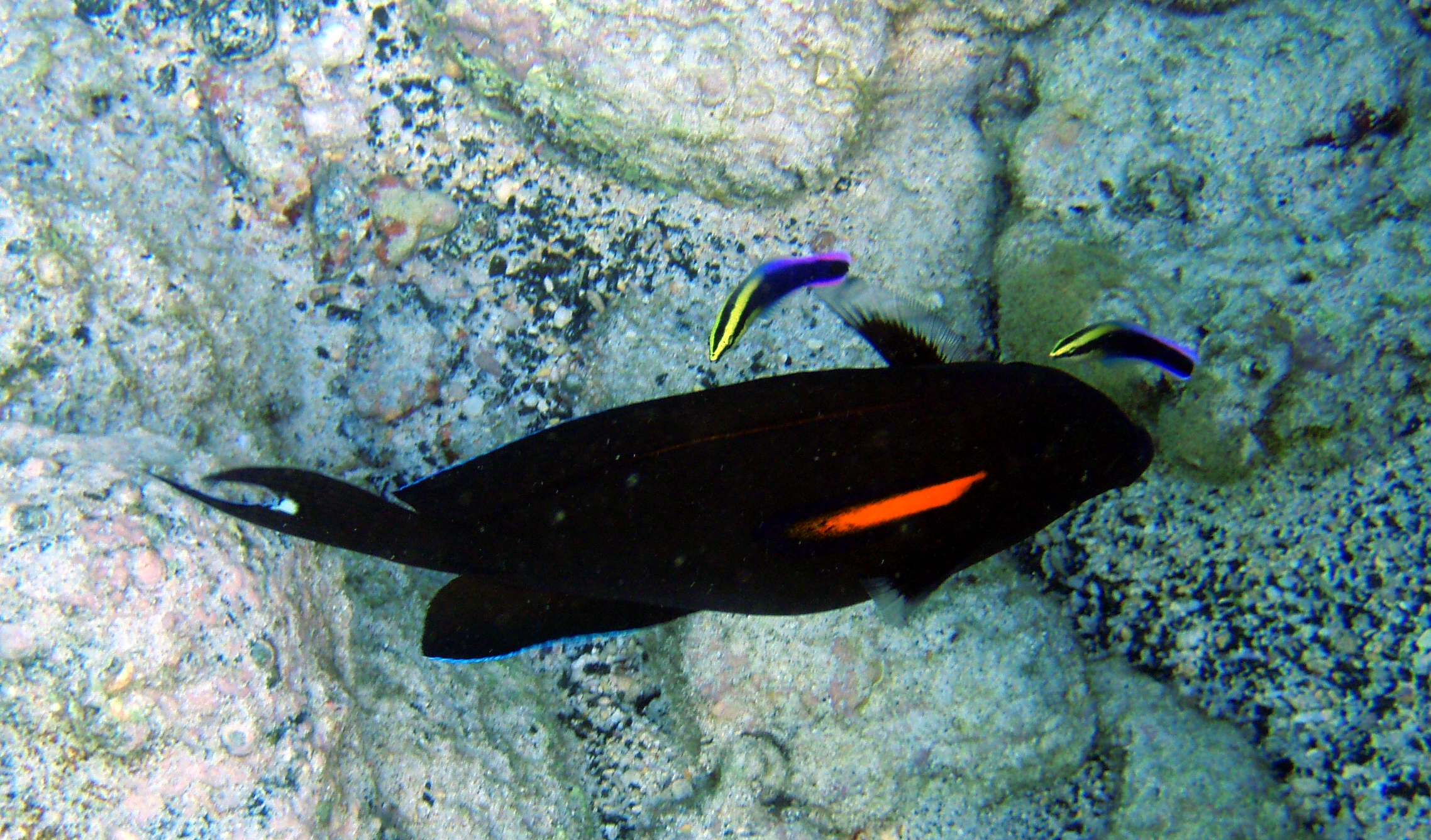
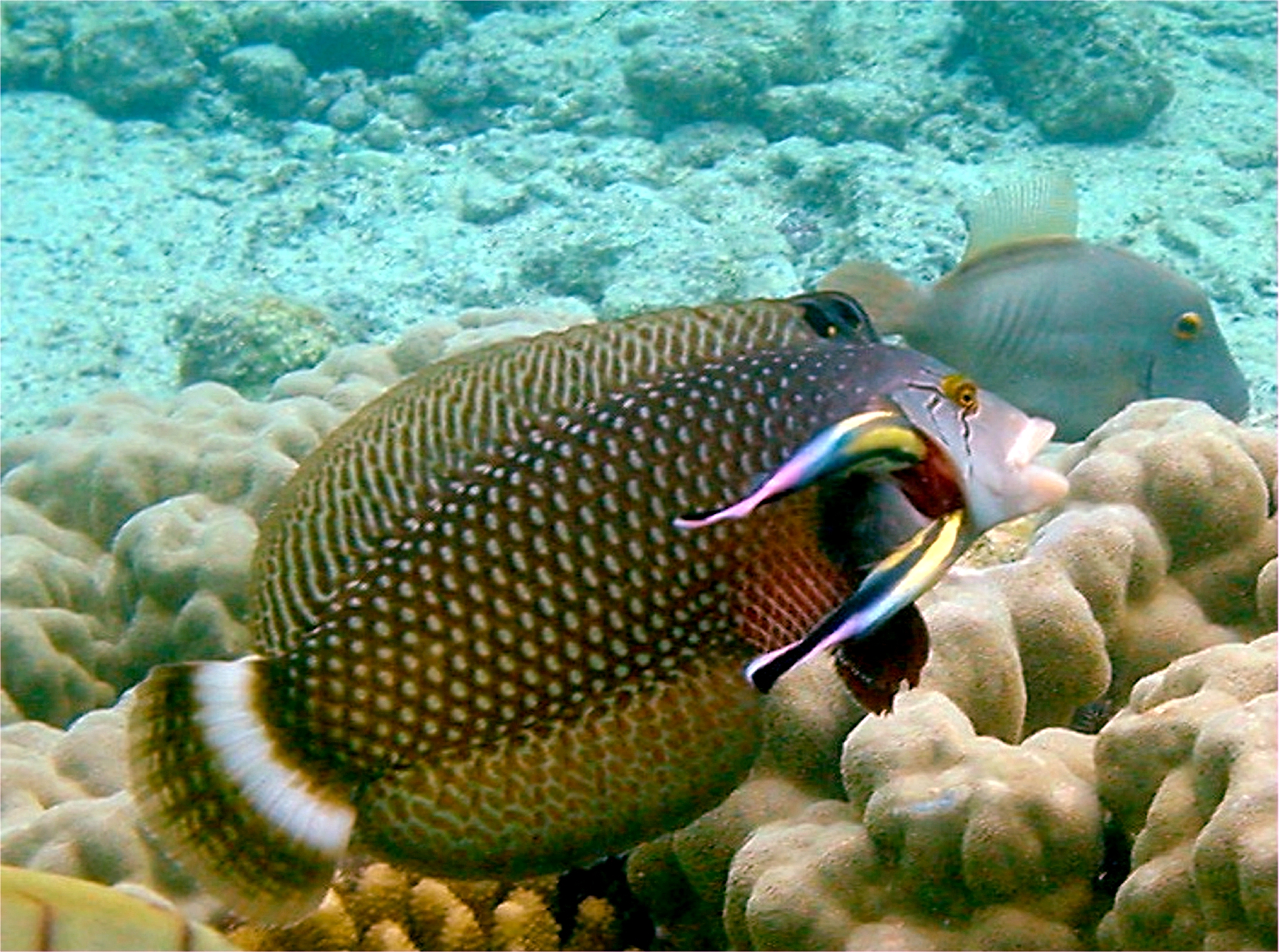